# Denis Mathieu

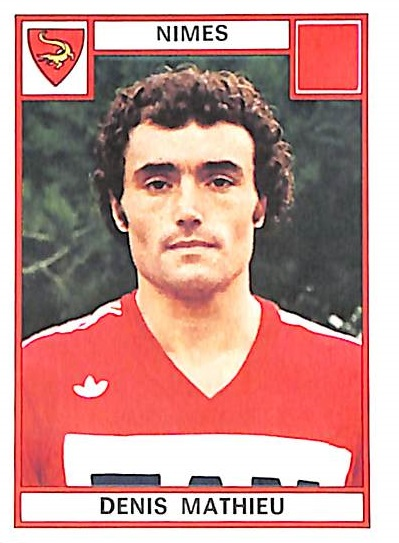
Saison 1975 -1976 Nimes Olympique

Pour les articles homonymes, voir Mathieu.
Denis Mathieu était un ancien footballeur professionnel français, né le 17 juin 1950 et mort le 27 janvier 1997 des suites d'un cancer.

## Biographie
Il fait ses débuts au Nîmes Olympique en 1971. Il n'est pas conservé par le club qui se sépare de lui en 1974.
Il se dirige alors au FC Metz avec lequel il fait une seule saison en jouant seulement 15 matches.
L'année suivante, il part à l'Olympique avignonnais promu en D1 mais une saison catastrophique voit son équipe relégué en terminant dernière du championnat.
Après deux autres saisons à Avignon en D2, il s'engage à l'Olympique d'Alès lui aussi en D2.

## Palmarès
- Vice-champion de France en 1972 avec le Nîmes Olympique
- Vainqueur de la Coupe des Alpes en 1972 avec le Nîmes Olympique